# أحمد بولان
أحمد بولان (مواليد 4 ديسمبر 1956) هو مخرج أفلام مغربي، قدم عدة أفلام أصبحت لاحقًا علامات مميزة في السينما المغربية، على غرار فيلم علي، ربيعة والآخرون، وفيلم ملائكة الشيطان، ويُعتبر من بين المخرجين المثيرين للجدل، خصوصًا مع الصحفيين والنقاد.

## أعماله
- 2000: علي، ربيعة والآخرون (إخراج، إنتاج، سيناريو)
- 2002: الدار البيضاء يا الدار البيضاء (فيلم) (سيناريو)
- 2003: أنا، أمي وبثينة (إخراج، سيناريو)
- 2007: ملائكة الشيطان (إخراج، إنتاج، سيناريو)
- 2011: عودة الابن (فيلم) (إخراج، إنتاج، سيناريو)

## وصلات خارجية
- أحمد بولان على موقع IMDb (الإنجليزية)
- أحمد بولان على موقع روتن توميتوز (الإنجليزية)
- أحمد بولان على موقع ألو سيني (الفرنسية)
- أحمد بولان على موقع أول موفي (الإنجليزية)
- أحمد بولان على موقع قاعدة بيانات الفيلم (الإنجليزية)
- أحمد بولان على موقع كينوبويسك (الروسية)